# Jean Michel de Grilleau
Jean Michel, seigneur de Grilleau, né à Nantes le 16 juillet 1710 et mort en décembre 1769, est un négociant, armateur et diplomate français.

## Biographie
Jean Michel de Grilleau est le fils de Jean Michel (1666-1727), seigneur de Grilleau, négociant et échevin de Nantes, et d'Elisabeth Lory. Il est le cousin germain de Gabriel Michel, directeur de la Compagnie des Indes orientales.
Suivant la voie familiale, il devient armateur à Nantes et négociant à Bilbao. En Espagne, il possède une grande entreprise de négoce avec son frère Joseph (1717-1789) et leur oncle François Lory de La Bernardière (1700-1775), sous-maire de Nantes. Les Michel possède également des établissements de commerce à Nantes, Hambourg et Saint-Domingue.
Le 3 mai 1738, le roi les nomme, lui et son frère, consul et député de la nation française à Bilbao, succédant à leur oncle.

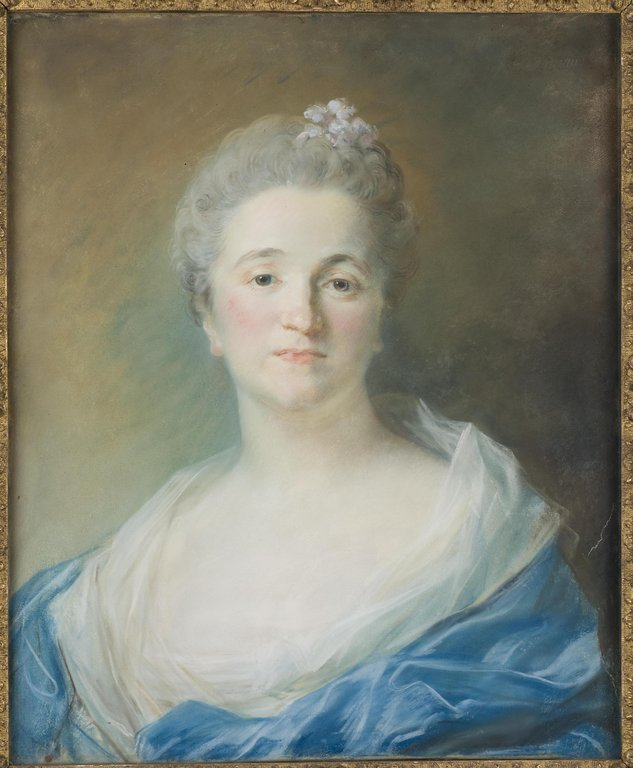
Portrait de Mme Michel de Grilleau, née Seurrat de Bellevue (il s'agit de son épouse ou de sa belle-sœur), par Perronneau.

En 1742, il quitte Bilbao, laissant seul son frère à la tête de leurs affaires, et s'installe à Orléans, où il épousa en octobre Elisabeth-Victoire Seurrat de Bellevue, fille de Jean Clément Seurrat de Bellevue, seigneur de Prénouvellon et de Villiers-le-Haut, échevin d'Orléans, et de Madeleine Baguenault de Beauvais (son frère Joseph épouse quant à lui la sœur de son épouse).
Son fils, Woldemar Michel de Grilleau, filleul du maréchal Woldemar de Lowendal, est l'époux de Mlle Decrétot, qui se remariera au comte Pierre-Louis Roederer ; sa petite-fille épousera quant à elle le baron Jean André Louis Rolland de Villarceaux.
Pour ses services en Espagne, le roi Louis XV lui confère le cordon de l'ordre de Saint-Michel, le 13 décembre 1746.
Il acquiert une charge de conseiller-secrétaire du roi près le parlement de Toulouse.
Membre fondateur de la Société royale d'agriculture de la généralité d'Orléans en 1761, il en devient le premier secrétaire perpétuel. Il donne sa démission en décembre 1764 et est remplacé par Charles-François Charpentier du Petit-Bois qui lui succède alors.
Sa sépulture a lieu dans l'église Saint-Pierre-Ensentelée, le 29 décembre 1769.